# Artes do Barém
O movimento moderno de arte do Barém surgiu na década de 1950, com o estabelecimento de um clube de Artes e Literatura em 1952. O clube servia como um grupo guarda-chuva para artistas, músicos e atores profissionais e amadores no Barém. Em 1956, a primeira exposição de arte foi realizada na capital do país, Manama. Expressionismo e surrealismo, assim como arte caligráfica são formas de arte populares no país. O expressionismo abstrato ganhou popularidade nas últimas décadas.

## História

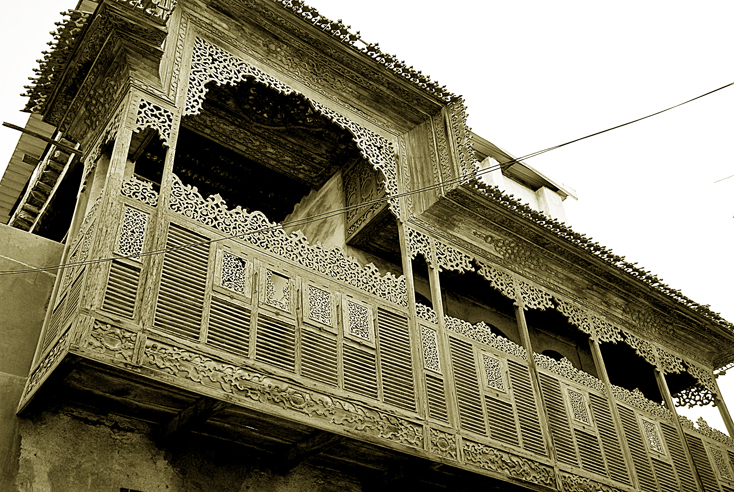
Casa tradicional em Manama.

Em 1983, a Sociedade de Artes do Barém foi fundada quando um grupo de 34 artistas do baremitas abordou o governo e pediu a criação de uma organização cultural sem fins lucrativos. A sociedade realizou várias exposições dentro e fora do país e ofereceu treinamento nas artes da escultura, cerâmica, caligrafia árabe, pintura, design de interiores e fotografia. A maioria dos artistas do Barém no século XX foram treinados em Cairo ou Bagdá, as capitais da arte cultural no mundo árabe. Foi neste período que expressionismo e surrealismo se tornaram amplamente populares no país. A caligrafia árabe cresceu em popularidade à medida que o governo do Barém era um patrono ativo da arte islâmica, culminando com o estabelecimento de um museu islâmico, o Beit Al Quran. O Museu Nacional do Barém abriga uma exposição permanente de arte contemporânea.

## Arquitetura

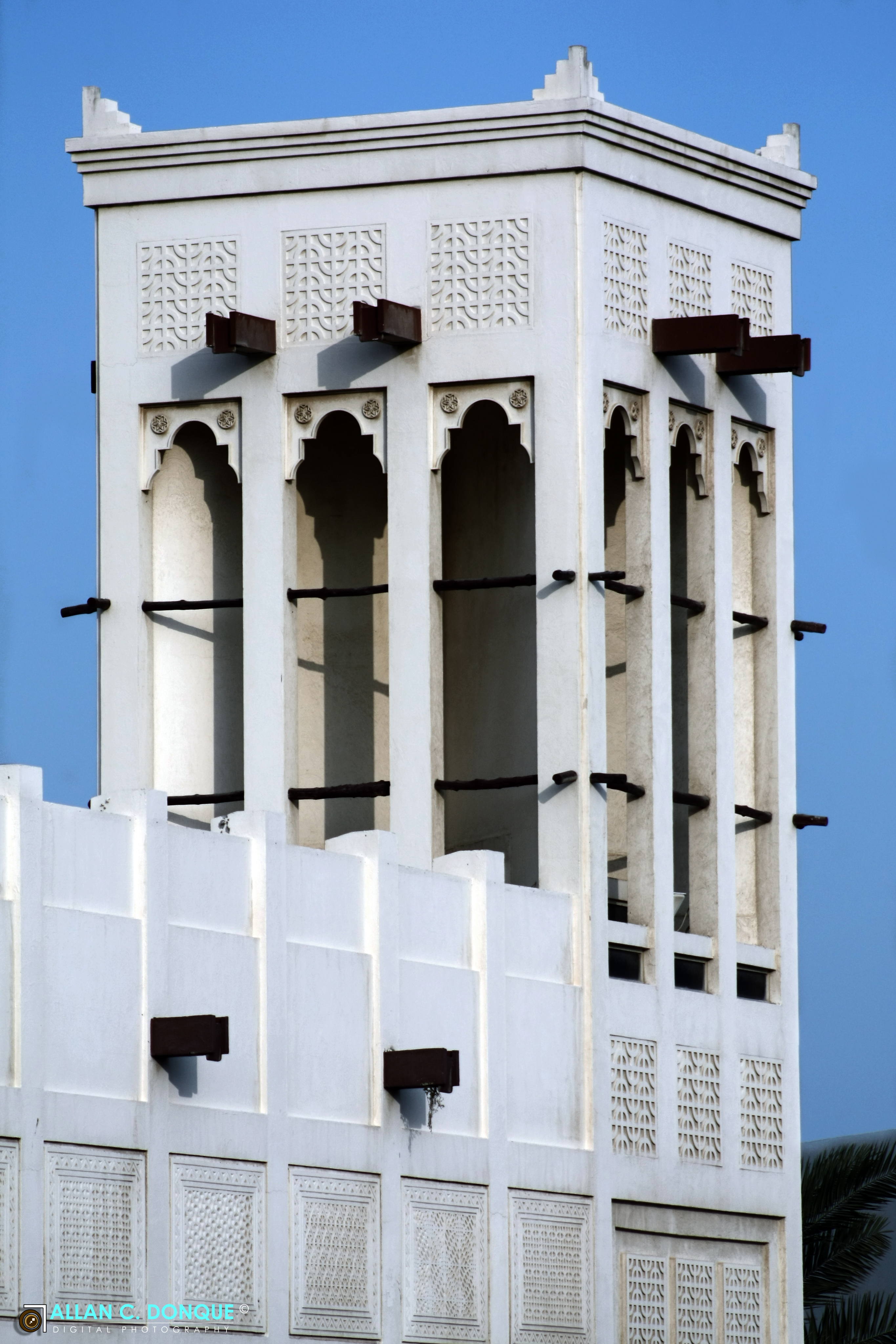
Uma torre eólica no Barém.

A arquitetura tradicional do Barém é semelhante à de seus vizinhos. Embora os fortes centenários no país se assemelhem ao mesmo estilo arquitetônico de outros fortes na região do golfo Pérsico, a arquitetura doméstica do país é única na região. A torre eólica, que gera ventilação natural em uma casa, é uma visão comum em edifícios antigos, principalmente nos bairros antigos de Manama e Muarraque.

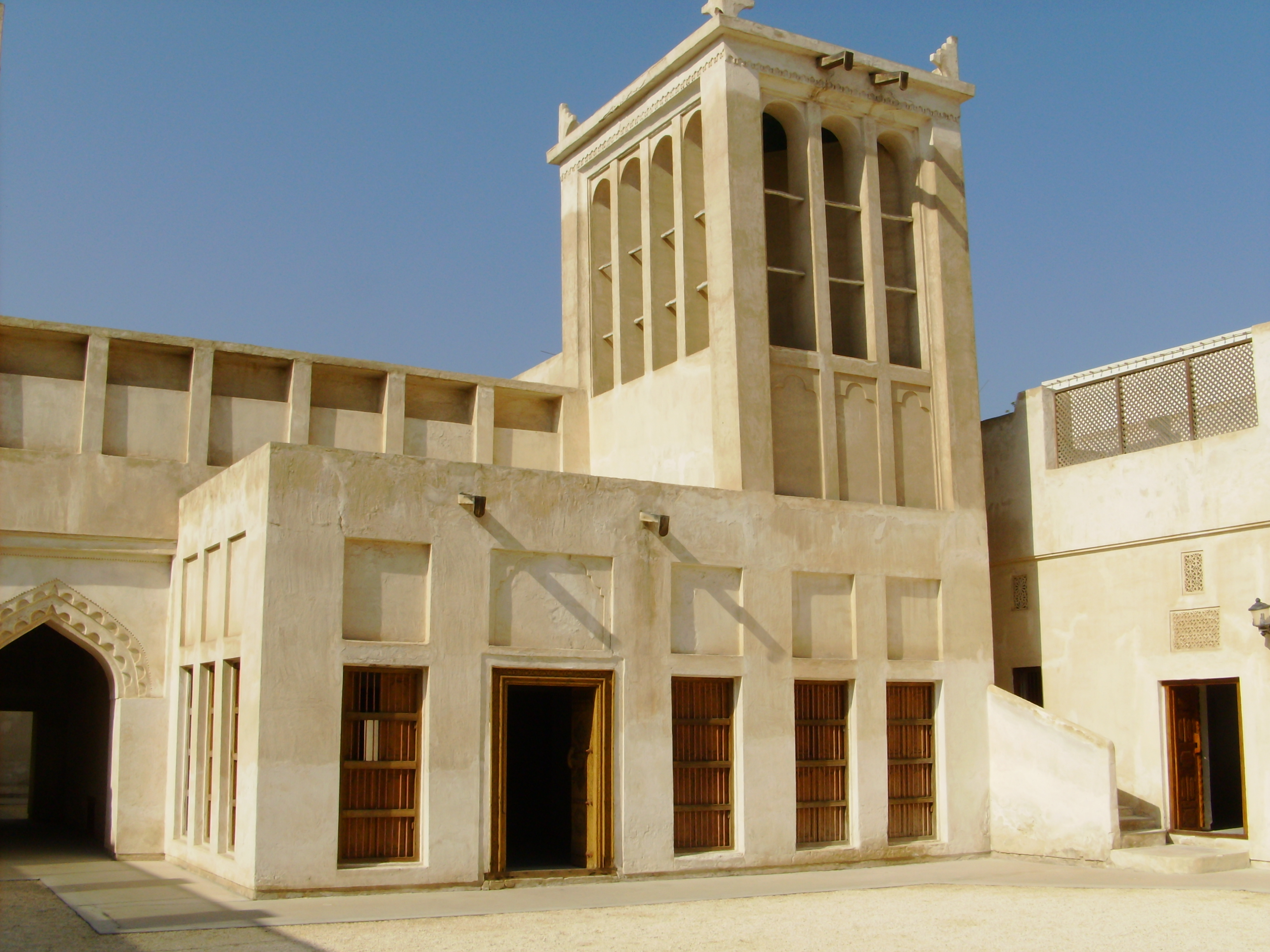
A casa de Isa ibn Ali Al Khalifa é um exemplo de arquitetura tradicional no Barém.

Uma casa tradicional do Barém era composta de uma série de pavilhões em torno de um pátio. Tradicionalmente, as casas tinham dois pátios (embora às vezes apenas um); um seria o anfitrião da recepção de homens e o outro seria para uso residencial privado. Os cômodos da casa eram organizados em termos de migração sazonal, tendo os importantes pavilhões de convivência e acolhimento de recepções uma contrapartida na cobertura para captar as brisas de verão e redirecioná-las para o pavilhão. Os cômodos inferiores da casa teriam paredes grossas, permitindo que fossem utilizados durante os meses frios de inverno. Para combater o calor intenso durante os meses de verão, uma estrutura de pilares de entulho de coral com espaços preenchidos com grandes painéis de rochas de coral foram erguidos.  O coral leve e poroso é revestido com uma camada de cal e gesso, e isso faz com que o ar quente fique preso nos espaços durante o dia. Centenas de edifícios com esse recurso foram construídos no Barém, mas virtualmente nenhum funciona atualmente, com a maioria não sendo reparada ou servida há várias décadas. Uma desvantagem do coral utilizado é que seu núcleo é feito de argila, como uma argamassa, e se dissolve facilmente causando o desenvolvimento de rachaduras nas paredes durante o tempo chuvoso, comprometendo a estabilidade da estrutura e requerendo manutenção anual.
Após a independência e o boom do petróleo da década de 1970, edifícios de escritórios de estilo ocidental foram construídos nos distritos financeiros de Manama, particularmente na área diplomática. Edifícios com fusão de tradição e modernismo, como a Torre Al Zamil, ganharam prêmios como o Prêmio Aga Khan de Arquitetura em 2007.

## Artesanato
Ao longo da história do país, artesanato como olarias, esculturas e bordados de metal, especialmente de cobre ou ouro, foram amplamente produzidos ao lado de cestos tradicionalmente feitos de folhas de palmeira nas aldeias fora de Manama, notavelmente Karbabad e Jasra.

### Cerâmica

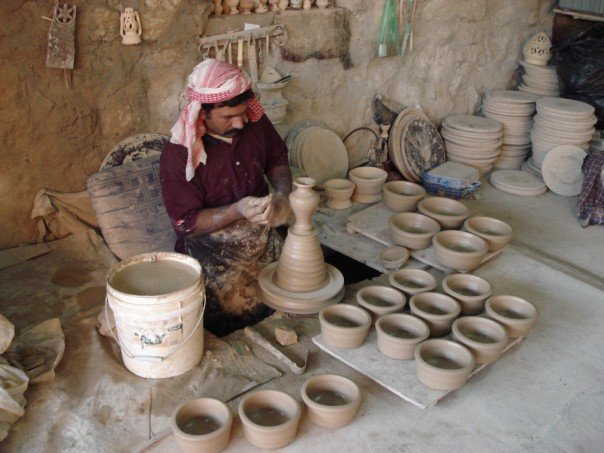
Um artesão fazendo cerâmica no Barém usando a mistura tradicional de lama e água em uma roda giratória

Cerâmica estimada até a data da era da civilização Dilmum no quinto e quarto milênio a.C. foi descoberta no norte do Barém, particularmente, mas não exclusivamente, no local de escavação do forte do Barém e nos túmulos de Dilmum. Embora mesopotâmica, cerâmicas descobertas mais tarde indicaram que foram criadas no Barém. A análise comparativa sugere que a cerâmica feita localmente foi produzida em um local centralizado usando materiais derivados de uma única fonte. As primeiras olarias da ilha datam de 2300 a.C.
A olaria ainda é feita tradicionalmente, principalmente na aldeia de Ali, que utiliza a lama das planícies próximas em Rifa. A cerâmica é feita a partir de uma mistura de lama e água que é colocada em uma roda giratória operada por um artesão, onde o artesão usaria suas mãos para modificar a forma da cerâmica conforme fosse necessário. Depois de obtida a forma necessária, a cerâmica é deixada do lado de fora para secar e endurecer.